# Jerseypond
Het pond is de munteenheid van Jersey. Eén pond is honderd pence. Het pond is 1:1 gekoppeld aan het Britse pond sterling. Er bestaat geen ISO 4217-code voor het Jerseypond, maar als er een code nodig is wordt de code JEP gebruikt.
De volgende munten worden gebruikt: 1, 2, 5, 10, 20 en 50 pence en één en twee pond. Het papiergeld is beschikbaar in 1, 5, 10, 20 en 50 pond.
Hoewel de waarde exact gelijk is, wordt er wel commissie verlangd bij het wisselen van het Jerseypond in het Britse pond.

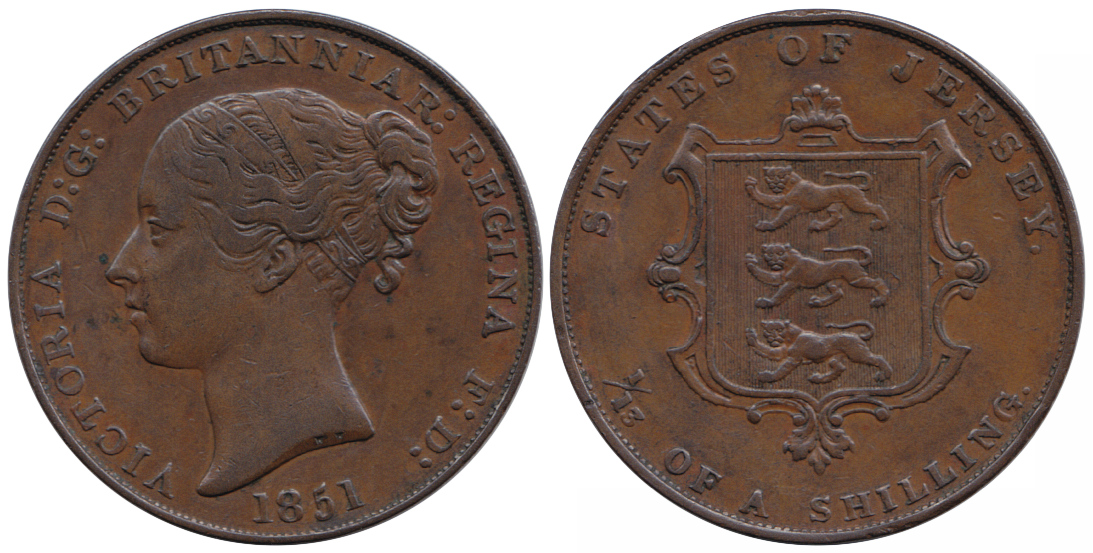
1/13 shilling munt 1851, Jersey, koningin Victoria.